# We Are The Night
We Are The Night (hangul: 위아더나잇) é uma banda de indie rock sul-coreana que começou suas atividades em 2013. O grupo é composto por Ham Byeong-seon (vocais), Jeong Won-jung (guitarra), Hwang Seong-su (baixo), Ham Phillip (sintetizador) e Kim Bo-ram (bateria). O grupo lançou dois álbuns de estúdio, We Are The Night (2013) e Vertigo (2019), além de três EPS, Star, Fire, Night e Such Things (2015), The Green Ray (2016), e Calm Myself (2017).

## Discografia

### Álbuns de estúdio
| Título                    | Detalhes do álbum                                                                       | Posição nas paradas |
| Título                    | Detalhes do álbum                                                                       | KOR                 |
| ------------------------- | --------------------------------------------------------------------------------------- | ------------------- |
| We Are The Night          | Lançamento: 25 de abril de 2013 Gravadora: Ruby Records Formatos: CD, download digital  | 61                  |
| Vertigo (아, 이 어지러움) | Lançamento: 28 de abril de 2019 Gravadora: big.wav Music Formatos: CD, download digital | 95                  |

### EPs
| Título                                                  | Detalhes do álbum                                                                        | Posição nas paradas |
| Título                                                  | Detalhes do álbum                                                                        | KOR                 |
| ------------------------------------------------------- | ---------------------------------------------------------------------------------------- | ------------------- |
| Star, Fire, Night and Such Things(별, 불, 밤 이런 것들) | Lançamento: 15 de outubro de 2015 Gravadora: Ruby Records Formatos: CD, download digital | -                   |
| The Green Ray (녹색광선)                                | Lançamento: 18 de outubro de 2016 Gravadora: Ruby Records Formatos: CD, download digital | 70                  |
| Calm Myself Down (들뜬 마음 가라 앉히고)                | Lançamento: 5 de outubro de 2017 Gravadora: big.wav Music Formatos: CD, download digital | -                   |

## Prêmios e indicações
| Ano  | Prêmio              | Categoria                          | Trabalho indicado                 | Resultado | Ref.  |
| ---- | ------------------- | ---------------------------------- | --------------------------------- | --------- | ----- |
| 2016 | Korean Music Awards | Melhor Álbum de Dance e Eletrônico | Star, Fire, Night and Such Things | Nomeado   | [ 5 ] |